# El Puerto (Perú)
El Puerto es un caserío peruano ubicado en el distrito de Pacaipampa, perteneciente a la provincia de Ayabaca del departamento de Piura, al norte del Perú. 

## Ubicación
El Puerto se ubica al sureste de la provincia de Ayabaca, en el distrito de Pacaipampa, en el departamento de Piura.

## Demografía
En 2017 El Puerto tenía una población de 136 habitantes.
| Gráfica de evolución demográfica de El Puerto entre 1993 y 2017 |
|                                                                 |
| Fuentes: Población 1993 y 2017                                  |